# Owen Garriott
Pour les articles homonymes, voir Garriott.
Owen Kay Garriott (né le 22 novembre 1930 à Enid, Oklahoma, et mort le 15 avril 2019 à Huntsville, Alabama) est un astronaute américain qui a effectué deux vols spatiaux.

## Biographie
Né à Enid dans l'Oklahoma, Owen Garriott est diplômé de l'Enid High School en 1948 et obtient un baccalauréat en sciences en génie électrique en 1953 qu'il prépare à l'université d'Oklahoma. Il part à l'Université Stanford et y obtient, toujours dans le même domaine, son Master en 1957 et son doctorat en 1960. De 1961 à 1965, il est professeur assistant à Stanford au sein du département de génie électrique. C'est durant cette période qu'il réalise plusieurs recherches sur l'ionosphère et participe à plus de 45 articles et un livre, tous traitant de physique.
Sa carrière militaire commence en 1953 au sein de l'United States Navy où, jusqu'en 1956, il sert comme officier électronicien. Durant un an en 1966, il suit le programme de formation des pilotes de l'US Air Force et est qualifié pour piloter des avions à réaction.

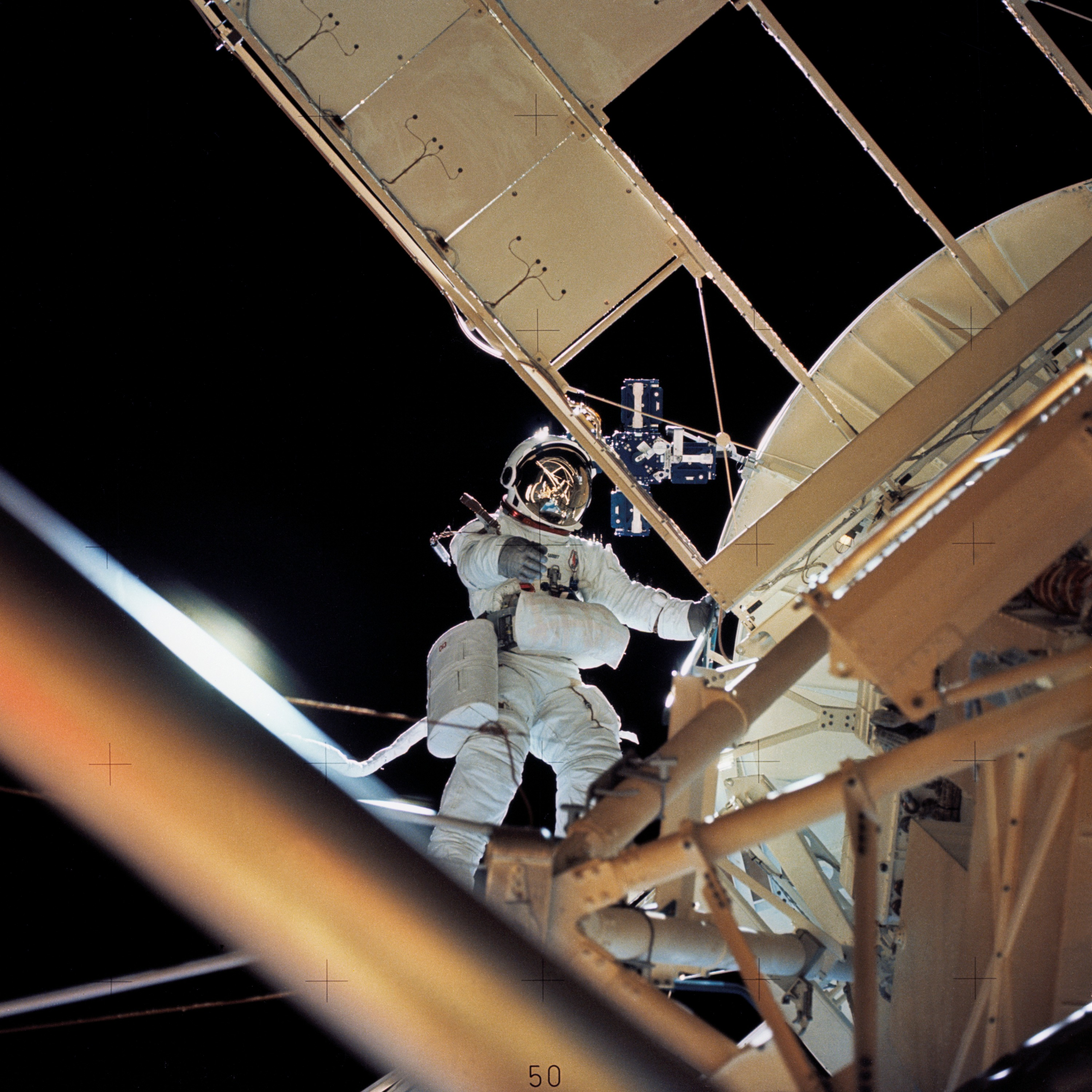
Owen Garriott lors d'une sortie extravéhiculaire lors de la mission Skylab 3 le 6 août 1973.

En 1965, il est sélectionné pour le quatrième groupe d'astronautes de la NASA, qui est le tout premier composé non plus de pilotes, mais de scientifiques. 
Son premier vol commence le 28 juillet 1973 pour la troisième mission à bord de la station Skylab, Skylab 3. Durant cette mission, il bat le record de durée de vol pour l'époque avec plus de 59 jours en orbite, plus du double du précédent record. En tant que scientifique, il réalise plusieurs expériences sur le Soleil, les ressources terrestres et l'adaptation du corps humain à la microgravité.
Son second vol a lieu à bord de la navette spatiale Columbia lors de la mission STS-9 qui décolle le 28 novembre 1983. Durant dix jours à bord du laboratoire embarqué de la navette, Spacelab, il réalise plus de 70 expériences dans six domaines différents, principalement pour valider ce laboratoire de recherche dont c'est le premier vol. Il met également en place la première station radioamateur dans l'espace, W5LFL. Depuis, cette activité a été renouvelée plusieurs fois lors d'autres missions de la navette spatiale, mais également à bord de la station Mir et de la station spatiale internationale (ISS).
Entre ces deux missions, il occupe un poste d'adjoint du directeur du département Science and Applications du Lyndon B. Johnson Space Center de 1974 à 1975, part étudier durant un an (de 1975 à 1976) grâce à la NASA à Stanford et retourne au département Science and Applications de 1976 à 1978 au poste de directeur intérimaire, puis directeur. À cette dernière fonction, il est responsable de toutes les expériences de physique du centre spatial. De 1984 à 1986, il occupe un poste de direction dans la conception des stations spatiales en vue de les rendre aptes à la recherche scientifique.
Il quitte la NASA en juin 1986 et devient consultant pour diverses entreprises travaillant dans le domaine aérospatial. Il est également membre de plusieurs comités de la NASA et du National Research Council.
De janvier 1988 à mai 1993, il est vice-président de la division programmes spatiaux chez Teledyne Brown Engineering. Cette division du conglomérat américain s'est occupée de l'intégration des charges utiles de tous les Spacelab au Centre de vol spatial Marshall et a eu un rôle significatif dans l'élaboration du laboratoire américain de l'ISS.
Dans sa ville natale Enid, il s'est impliqué dans plusieurs activités de bienfaisance. Il a accepté un poste de professeur adjoint à l'Université de l'Alabama à Huntsville où il a participé à des recherches sur les thermophiles, ainsi que l'étude d'une vingtaine de météorites découvertes en Antarctique.

### Famille
Owen Garriott est le père de Richard Garriott, le créateur des jeux Ultima et sixième touriste de l'espace.